# Saxes in Stereo
| Recensione | Giudizio |
| ---------- | -------- |
| AllMusic   |          |

Saxes in Stereo è un album split di Sonny Rollins e Benny Golson, pubblicato dalla Riverside Records nell'aprile del 1959.
La prima facciata del disco raccoglie brani tratti dall'album di Sonny Rollins The Sound of Sonny, i tre brani della seconda facciata invece, sono ricavati dall'album di Benny Golson The Modern Touch.

## Tracce
LP (1959, Riverside Records, RLP 1124)
Lato A
1. Mangoes (Sonny Rollins) – 5:30 (testo: Sid Wayne – musica: Dee Libbey) – Registrato l'11 e 12 giugno 1957
2. Cutie (Sonny Rollins) – 5:49 (musica: Sonny Rollins) – Registrato l'11 e 12 giugno 1957
3. Toot, Toot, Tootsie (Sonny Rollins) – 4:19 (testo: Ernie Erdman, Gus Kahn – musica: Ted Fio Rito, Dan Russo) – Registrato l'11 e 12 giugno 1957
4. Just in Time (Sonny Rollins) – 3:56 (testo: Sammy Cahn – musica: Jule Styne) – Registrato l'11 e 12 giugno 1957

Lato B
1. Out of the Past – 6:22 (musica: Benny Golson) – Registrato il 19 e 23 dicembre 1957 al Reeves Sound Studios di New York City, New York
2. Reunion – 7:14 (musica: Gigi Gryce) – Registrato il 19 e 23 dicembre 1957 al Reeves Sound Studios di New York City, New York
3. Venetian Breeze – 5:33 (musica: Benny Golson) – Registrato il 19 e 23 dicembre 1957 al Reeves Sound Studios di New York City, New York

## Musicisti
Mangoes / Cutie / Toot, Toot, Tootsie / Just in Time
- Sonny Rollins – sassofono tenore
- Sonny Clark – pianoforte
- Percy Heath – contrabbasso
- Roy Haynes – batteria [3]

Out of the Past / Reunion / Venetian Breeze
- Benny Golson – sassofono tenore
- Kenny Dorham – tromba
- Wynton Kelly – pianoforte
- J.J. Johnson – trombone
- Paul Chambers – contrabbasso
- Max Roach – batteria [4]

### Produzione
- Orrin Keepnews – produzione
- Registrazioni effettuate al Reeves Sound Studios di New York City, New York
- Jack Higgins – ingegnere delle registrazioni
- Paul Bacon, Ken Braren e Harris Lewine – grafica e design copertina album originale